# Національна сила
Національна сила - це концепція, яка визначається як сукупність всіх ресурсів, доступних нації для досягнення своїх національних цілей. Оцінка потужності політичних утворень була актуальною не лише в сучасності, але й в історичних епохах, таких як класична античність, середньовіччя і Відродження. До цього питання широко долучалися великі мислителі, такі як Шан Ян , Гуань Чжун  і Чанак'я. Вони активно обговорювали роль держави та її влади.
Багато інших визнаних філософів і істориків, таких як Мо-цзи , Аппіан , Пліній Старший, також докладали зусиль у вивченні цієї концепції. Наприклад, Геродот досліджував, звідки бере силу давнє місто Вавилон. Мудрі думки Ганнібала щодо цього питання можна знайти у творах Тита Лівія.

## Елементи національної влади
Національна влада походить від різних елементів, які також називаються інструментами або атрибутами ; їх можна поділити на дві групи за сферою застосування та походженням – «природні» та «соціальні».  

Національна влада має свій початок у різноманітних компонентах, які часто називають інструментами або атрибутами. Ці компоненти можуть бути класифіковані у дві категорії відповідно до їх природи та походження це – «природні» та «соціальні». 
- Природні:
  - Географія
  - Ресурси
  - Населення
- Соціальні:
  - Економічний
  - Політичний
  - військовий
  - Психологічний ( Національна мораль )
  - Інформаційний

### Географія
Важливі аспекти географії, такі як місцезнаходження, клімат, рельєф, розмір і ресурси, грають ключову роль у формуванні національної потужності. Взаємозв'язок між зовнішньою політикою та географічним простором спричинив виникнення науки геополітики, включаючи такі концепції, як lebensraum і "grossraum". Остання визначається як регіон з природними ресурсами, які достатні для автаркії.
Простір має стратегічне значення. Так, розміри Росії дозволяли їй конвертувати простір в час в ході Другої світової війни, що дозволило виграти тохи часу для перелому ситуації на фронті.  Меншою мірою те саме стосується Китаю у війні проти Японії .
Місцерозташування має велике значення для зовнішньої політики країни. Наявність природних бар'єрів, таких як водні перешкоди, забезпечувала захист таким державам, як Стародавній Рим, Велика Британія, Японія та США. Географічний захист дозволяв Риму, Японії та США приймати ізоляціоністську політику, в той час як Велика Британія відтримувала політику віддаленості від Європи. Наявність обширних прибережних ліній також надавала цим націям можливість будувати потужні флоти і розширювати свої території шляхом мирних договорів або завоювань. І навпаки, Польща, яка не мала природних бар'єрів перед своїми потужними сусідами, втратила незалежність від 1795 до 1918 року та знову з 1939 по 1989 рік.
Зі стародавніх часів виділяли важливість клімату, особливо помірного поясу, який вважався вигідним для великих держав. Наприклад, у своїй роботі «Політиці» Арістотель стверджував, що греки, які жили в помірному кліматі, мали право на світове лідерство. Пліній Старший відзначав, що в країнах з помірним кліматом існували уряди, які ніколи не піддавалися зовнішнім вторгненням.
Наголошення на важливості помірного клімату як чинника впливу залишається актуальним у сучасних дослідженнях. Фактично всі сучасні великі держави розташовані в помірному поясі. Проте, А. Ф. К. Органскі критикував цю гіпотезу, вважаючи її "випадковістю історії". Промислова революція відбулася випадково в помірному кліматі, і досі не було великих промислових держав, які б виникли в інших регіонах цієї зони. Але світ вже стає індустріальним «тепер, коли промислова революція тріумфально скаче по всьому світу».
Органський відкинув теорію помірного поясу як недостатньо обґрунтовану. Навпаки, Макс Островський подальшо розвивав її концепції. Він сумнівався в історичних випадковостях. Після написання свого твору, через півстоліття після Органського, він зауважив, що промислова революція все ще не "охопила весь світ торжественно", але лишається обмеженою помірною зоною. Крім того, він підкреслив, що великі помірні зони, такі як Туркестан і Монголія, не породжують великих держав. Виявилося, що окрім помірної температури важливою є також достатня кількість опадів, оскільки лише райони з помірною вологою були джерелами значної сили.
Це спостереження порушило домінуючий аспект теорії помірного клімату, де більшість вважала, що помірний клімат сприяє інтелектуальному розвитку. Не було обговорено вплив дощу на інтелект. Замість того, щоб пов'язувати клімат з інтелектом, Островський спрямував свою увагу на сільське господарство. Він стверджував, що дощі сприяють вирощуванню зернових, а не інтелекту, і що продуктивне сільське господарство зернових культур сприяє промисловому розвитку. Чим більш продуктивним є зернове сільське господарство, тим більше робочої сили вивільняється для промисловості та інших несільськогосподарських секторів.
Промислова революція, згідно з Островським, відбулася не випадково, а в тих областях, де була помірна вологість, слідуючи за аграрною революцією. Він підкреслив, що не можна було говорити про торжественне поширення промисловості по всьому світу, оскільки це було обмежено областями з помірною вологою. Наприклад, Росія, яка за розміром більша за Сполучені Штати, мала меншу площу помірного поясу з оптимальними опадами через своє географічне положення на північних широтах. За однакових умов, висловив Островський, та країна, яка володіє найбільшою площею помірної зони з оптимальними опадами, володіє світом. Проте, умови рідко бувають однаковими. Тому він уникає географічного детермінізму і встановлює індикатор національної потужності, який поєднує кліматичні умови та організаційний рівень.

## Вимірювання
В залежності від взаємодії окремих компонентів національної влади можна намагатися впорядковувати країни та призначати їм статус в міжнародному співтоваристві. Країни, що володіють глобальним впливом та домінуючими позиціями у всіх або більшості компонентів національної влади, називаються наддержавами. Під час холодної війни цей термін застосовувався до Радянського Союзу та Сполучених Штатів. У 21 столітті це також стосується Китайської Народної Республіки. Інші терміни, що використовуються для класифікації статусу держав, включають, в низхідній ієрархії: світові держави, великі держави, регіональні держави, середні держави та малі держави. Для країн або об'єднань з практично абсолютною владою може використовуватися термін "гіпердержава".
Незважаючи на складність завдання та багатовимірному характері влади, було спробовано виразити вплив держав у об'єктивних рейтингах та індексах, використовуючи статистичні показники.

### Зведений індекс національних можливостей

Порівняння значень CINC США, Великобританії, Китаю та Росії з 19 століття.

Зведений індекс національних можливостей (CINC), який був розроблений Дж. Девідом Сінгером у 1963 році, включає шість факторів: загальну чисельність населення, міське населення, виробництво чавуну та сталі, споживання первинної енергії, військові витрати та кількість солдатів і розраховує індекс на основі цих факторів. Проте його методологія вважається застарілою, оскільки він враховує лише "жорсткі" фактори влади, і такі показники, як виробництво сталі, вже не мають такого великого значення, як на початку 20 століття.
| ранг | Країна            |
| ---- | ----------------- |
| 1    | КНР               |
| 2    | США               |
| 3    | Індія             |
| 4    | Японія            |
| 5    | Росія             |
| 6    | Південна Корея    |
| 7    | Німеччина         |
| 8    | Бразилія          |
| 9    | Велика Британія   |
| 10   | Франція           |
| 11   | Італія            |
| 12   | Туреччина         |
| 13   | Пакистан          |
| 14   | Індонезія         |
| 15   | Іран              |
| 16   | Північна Корея    |
| 17   | Мексика           |
| 18   | Україна           |
| 19   | Іспанія           |
| 20   | Саудівська Аравія |

Критика : CINC «безглуздо» припускає, що Ізраїль є і завжди був однією з найслабших країн Близького Сходу; Росія домінувала в Європі протягом 1990-х років, маючи більшу силу, ніж Німеччина, Франція та Велика Британія разом узяті; а Китай домінував у світі з 1996 року і до 2018 року вдвічі перевищив могутність Сполучених Штатів.

### Національний рейтинг потужності країн
Національний рейтинг потужності країн був оприлюднений у науковій статті, авторами якої є учені з Варшавського та Вроцлавського університетів. Цей рейтинг впорядковує країни відповідно до їхньої економічної, військової та геополітичної потужності на підставі аналізу статистичних даних. В дослідженні також розглядається, як змінювалася розподільна структура влади у світі з 1992 року та намагається зробити прогноз щодо розподілу влади до 2050 року. Важливо відзначити, що в даному аналізі спостерігається нахил влади із заходу до Азіатсько-Тихоокеанського регіону.
| Економічна сила | Економічна сила | Військова сила | Військова сила    | Геополітична сила | Геополітична сила |
| ранг            | Країна          | ранг           | Країна            | ранг              | Країна            |
| --------------- | --------------- | -------------- | ----------------- | ----------------- | ----------------- |
| 1               | КНР             | 1              | США               | 1                 | США               |
| 2               | США             | 2              | КНР               | 2                 | КНР               |
| 3               | Індія           | 3              | Індія             | 3                 | Індія             |
| 4               | Японія          | 4              | Росія             | 4                 | Росія             |
| 5               | Бразилія        | 5              | Саудівська Аравія | 5                 | Саудівська Аравія |
| 6               | Німеччина       | 6              | Франція           | 6                 | Японія            |
| 7               | Росія           | 7              | Бразилія          | 7                 | Бразилія          |
| 8               | Франція         | 8              | Японія            | 8                 | Франція           |
| 9               | Велика Британія | 9              | Велика Британія   | 9                 | Німеччина         |
| 10              | Канада          | 10             | Південна Корея    | 10                | Велика Британія   |

### Державний індекс потужності
Індекс державної потужності, спроектований Пьотром Араком і Ґжегожем Левіцкім, враховує різні чинники, такі як економіка, військова потужність, територія, населення, культурний вплив, природні ресурси та дипломатія, і об'єднує їх в єдиний індекс державної влади.
| ранг | Країна          |
| ---- | --------------- |
| 1    | США             |
| 2    | КНР             |
| 3    | Росія           |
| 4    | Індія           |
| 5    | Німеччина       |
| 6    | Велика Британія |
| 7    | Франція         |
| 8    | Японія          |
| 9    | Бразилія        |
| 10   | Канада          |

### Індекс світової потужності (WPI)
Індекс світової потужності (WPI) - це числовий показник, що відображає накопичену національну потужність, доступну державі для впливу в міжнародній системі. 
WPI обчислюється шляхом сумування 18 індикаторів, які групуються в три загальні категорії:
- Індекс матеріальних можливостей (MCI),
- Індекс напівматеріальних можливостей (SCI),
- Індекс нематеріальних можливостей (ICI).

WPI представлений як аналітичний інструмент, котрий, будучи числовим, прагне сприяти подоланню суб'єктивної інтерпретації національної потужності. Таким чином, WPI сприяє точному порівнянню можливостей держав і дослідженню їхнього стану в міжнародній системі.

### Показник національної потужності
Цей індикатор був розроблений Максом Островським, який об'єднав різні показники в один головний показник - обсяг виробленого зерна на одну відсоткову частку національної робочої сили. Він аргументує, що цей показник визначається природними умовами та організаційним рівнем середовища і, в свою чергу, впливає на відсоток робочої сили, яка може бути залучена до несільськогосподарської діяльності.
| ранг | Країна          | Тисяча тонн |
| ---- | --------------- | ----------- |
| 1    | США             | 134,441     |
| 2    | Франція         | 42,909      |
| 3    | Аргентина       | 33,435      |
| 4    | Німеччина       | 17,741      |
| 5    | Канада          | 15,365      |
| 6    | Велика Британія | 14 697      |
| 7    | КНР             | 7610        |
| 8    | Австралія       | 6,223       |
| 9    | Росія           | 4,677       |
| 10   | Індія           | 3820        |

### Інші методології

#### Формула Рея Клайна
Рей С. Клайн розробив формулу розрахунку сили країни з урахуванням бажання реалізувати державну стратегію:
P = (M+G+W) x (S+Wa) P - сила, перетворена на роль M - критична маса (населення і територія) G - економічний потенціал W - військовий потенціал S - стратегія Wa - воля до реалізації державної стратегії.
Лєшек Мочульський, посилаючись на наведену вище модель Р. С. Клайна, стверджує, що загальна міць (сила) держави дорівнює добутку потенціалів: матеріального (М), духовного (Д) та інтелектуального (І).
Р = (М) х (Я) х (Д)

#### Всеосяжна сила країни
Комплексна національна міць (CNP) - показник, розроблений китайськими політологами. Сила = Критична маса + Економічна міць + Військова міць: 3
Де:критична маса = ((населення країни: населення світу) x 100)) + ((площа: площа світу) x 100)) 
Таблиця CNP - 29 найсильніших країн світу та Євросоюзу: 
| Ранг | Країна                         | CNP    |
| ---- | ------------------------------ | ------ |
| 1    | США                            | 37.229 |
| 2    | СРСР (до 1991 р.)              | 35,608 |
| 3    | Європейський Союз              | 28.244 |
| 4    | Росія                          | 16 456 |
| 5    | КНР                            | 14.911 |
| 6    | Японія                         | 11 280 |
| 7    | Німеччина                      | 7,682  |
| 8    | Індія                          | 7.119  |
| 9    | Західна Німеччина (до 1990 р.) | 6.866  |
| 10   | Франція                        | 6.205  |
| 11   | Велика Британія                | 5,054  |
| 12   | Канада                         | 4.520  |
| 13   | Бразилія                       | 4.507  |
| 14   | Італія                         | 4.178  |
| 15   | Австралія                      | 3.044  |
| 16   | Саудівська Аравія              | 2.275  |
| 17   | Іран                           | 2.275  |
| 18   | Індонезія                      | 2.003  |
| 19   | Польща                         | 1.976  |
| 20   | Іспанія                        | 1.969  |
| 21   | Мексика                        | 1.798  |
| 22   | Аргентина                      | 1.674  |
| 23   | НДР (до 1990 р.)               | 1,561  |
| 24   | Ірак                           | 1.540  |
| 25   | Нідерланди                     | 1.325  |
| 26   | Україна                        | 1.300  |
| 27   | Південна Корея                 | 1.253  |
| 28   | Чехія                          | 1.139  |
| 29   | Пакистан                       | 1.105  |
| 30   | ПАР                            | 1,067  |

#### Модель Вітольда Орловського
Вітольд Орловський розробив метод розрахунку показника загальної сили держави по відношенню до сили світу. Він складається з таких пропорцій: населення і територія (всього 5%), валовий внутрішній продукт (50%), індекс науково-технічного потенціалу (22,5%), індекс військового потенціалу (22,5%), а дані, що увійшли до складу індексу, був представлений як частка даної країни в загальному обсязі, розрахованому для 31 країни, охопленої дослідженням (окрім чисельності населення та площі, - де була вказана частка в загальному обсязі для всього світу).
На цій підставі він класифікував окремі країни на різні типи держав у ХХ столітті:
1. наддержави (домінуючі у світі) - понад 20% сукупного світового потенціалу
2. світові держави (глобальні гравці) - понад 15% сукупного світового потенціалу
3. великі держави (регіональна держава з глобальними устремліннями) - від 10% до 15% сукупного світового потенціалу
4. регіональні держави (домінуючі в регіоні) - від 5% до 10% сукупного світового потенціалу
5. інші країни - які претендують на роль регіональної держави

Потужність 10 найсильніших країн світу в 1900 році:
| Ранг | Країна            | Сила держави | Державний статус    |
| ---- | ----------------- | ------------ | ------------------- |
| 1    | США               | 19           | Світова держава     |
| 2    | Велика Британія   | 18           | Світова держава     |
| 3    | Німецька імперія  | 18           | Світова держава     |
| 4    | Франція           | 10           | Велика держава      |
| 5    | Російська імперія | 10           | Велика держава      |
| 6    | Австро-Угорщина   | 6            | Регіональна держава |
| 7    | Республіка Китай  | 4            | --                  |
| 8    | Італія            | 3            | --                  |
| 9    | Японія            | 2            | --                  |
| 10   | Туреччина         | 2            | --                  |

У 1939 році:
| Ранг | Країна           | Сила держави | Державний статус    |
| ---- | ---------------- | ------------ | ------------------- |
| 1    | США              | 19           | Світова держава     |
| 2    | Велика Британія  | 15           | Світова держава     |
| 3    | Третій Рейх      | 15           | Світова держава     |
| 4    | СРСР             | 14           | Велика держава      |
| 5    | Франція          | 9            | Регіональна держава |
| 6    | Японія           | 6            | Регіональна держава |
| 7    | Італія           | 5            | Регіональна держава |
| 8    | Республіка Китай | 3            | --                  |
| 9    | Польща           | 2            | --                  |
| 10   | Бразилія         | 2            | --                  |

## Дивись також
- Геополітика
- Проекція потужності
- Сила в міжнародних відносинах
- Композитний індекс національних можливостей
- Всеосяжна національна влада
- Найсильніші країни

1. ↑  "Instruments of national power." in US NATO Military Terminology Group (2010). JP 1 (02) "Dictionary of Military and Associated Terms", 2001 (As amended through 31 July 2010) (PDF). Pentagon, Washington: Joint Chiefs of Staff, US Department of Defense. с. 229. Архів оригіналу (PDF) за 10 березня 2010. Процитовано 19 вересня 2010.
2. ↑  Fels, Enrico (2017). Shifting Power in Asia-Pacific? The Rise of China, Sino-US Competition and Regional Middle Power Allegiance. Springer. с. 225—340. ISBN 978-3-319-45689-8. Процитовано 25 листопада 2016.
3. ↑  Shang Yang, The Book of the Governor of Shang Region, (tr, Perelomov, L. S., Moscow: Nauka, 1993), pp 68-70, 142, 148, 150, 153, 161, 169-170, 172-173, 180.
4. ↑  Guanzi, (tr. Tan Po-fu, Connecticut: New Heaven, 1954), pp 48, 69, 95, 109, 170, 359-362.
5. ↑  R Shamasastry. Arthasastra_English_Translation.
6. ↑  Mozi 6:20, The Ethical and Political Works, (tr. Yi-Pao, M., London: Cheng Wen Press, 1974).
7. ↑  Appian, Roman History, 8:10:67, Complete Works, (tr. Golubzev E. S., Moscow: Nauka, 1998).
8. ↑  Herodotus, The Histories, 1:193, (tr. Holland, Tom, London: Penguin Press, 2013).
9. ↑  Livy, History of Rome, 34:60:40, (London: Loeb, 1964).
10. ↑  World politics. New York Knopf. 1958.
11. 1 2 3  Jablonsky, David (2010). Ch. 9 - "National power". У Bartholomees (Jr), J. Boone (ред.). The U.S. Army War College Guide to National Security Issues (Vol 1) : Theory of War and Strategy (4/ed). Carlisle, Pennsylvania: U.S. Army War College. с. 126. ISBN 978-1-58487-450-8. {{cite book}}: |access-date= вимагає |url= (довідка)
12. ↑  Organski, A. F. K., (1958). World Politics, (New York: Alfred A. Knopf), pp 116-131, https://archive.org/details/worldpolitics00orga/page/n7/mode/2up?view=theater
13. ↑  Ostrovsky, Max (2007). Y: The Hyperbola of the World Order (англ.). University Press of America. ISBN 978-0-7618-3499-1.
14. ↑  Pliny the Elder, Natural History, 2:80:190, (London: Loeb, 1968).
15. ↑  Organski, A. F. K., (1958). World Politics, (New York: Alfred A. Knopf), pp 123, https://archive.org/details/worldpolitics00orga/page/n7/mode/2up?view=theater
16. ↑  Ostrovsky 2007: p 173.
17. ↑  Fifield, Russell H., & Pearcy, Etzel G., (1944). Geopolitics in Principle and Practice, (Boston & New York: Ginn and Company), p 4.
18. ↑  Ostrovsky 2007: p 122.
19. ↑  Singer, J. David, Stuart Bremer, and John Stuckey. (1972). "Capability Distribution, Uncertainty, and Major Power War, 1820-1965." in Bruce Russett (ed) Peace, War, and Numbers, Beverly Hills: Sage, 19-48.
20. ↑  Composite Index of National Capability. 20 липня 2011. Архів оригіналу за 20 липня 2011. Процитовано 16 квітня 2022.
21. ↑  Beckley, Michael, (2018). “The power of nations: measuring what matters,” International Security, 43 (2): pp 7–44, https://direct.mit.edu/isec/article/43/2/7/12211/The-Power-of-Nations-Measuring-What-Matters?searchresult=1
22. ↑  Kiczma, Łukasz and Sułek, Mirosław (2020). National Power Ranking of Countries (PDF). Архів оригіналу (PDF) за 5 вересня 2021. Процитовано 16 квітня 2022.
23. ↑  State Power Index (амер.). Архів оригіналу за 31 січня 2022. Процитовано 16 квітня 2022.
24. ↑  Rocha Valencia, Alberto; Morales Ruvalcaba, Daniel (20 червня 2018). El poder nacional-internacional de los Estados. Una propuesta trans-estructural. Geopolítica(s). Revista de estudios sobre espacio y poder. 9 (1): 137—169. doi:10.5209/GEOP.57778. ISSN 2172-7155.
25. ↑  Morales Ruvalcaba, Daniel; Rocha Valencia, Alberto (16 червня 2022). Geoestructura de poder en el sistema político internacional: un enfoque trans-estructural. Geopolítica(s). Revista de estudios sobre espacio y poder. 13 (1): 41—81. doi:10.5209/geop.72589. ISSN 2172-7155.
26. ↑  Ostrovsky, Max, (2007). The Hyperbola of the World Order, (Lanham: University Press of America), p 119.
27. ↑  Moczulski (1999). Geopolityka – potęga w czasie i przestrzeni (Польська) . Warszawa. с. 402—403.
28. ↑  Wayback Machine (PDF). web.archive.org. Архів оригіналу (PDF) за 16 липня 2011. Процитовано 30 вересня 2023.
29. ↑  Orłowski, Witold (2006). Stulecie chaosu. Alternatywne dzieje XX wieku (Польська) . Wydawnictwo OPEN. с. 536—537.
30. ↑  Orłowski, Witold (2006). Stulecie chaosu. Alternatywne dzieje XX wieku. Wydawnictwo OPEN. с. 64.